# Manifest-Kommunistisk Arbejdsgruppe
Manifest-Kommunistisk Arbejdsgruppe (M-KA) blev dannet i 1978, da KAK blev splittet i 3 organisationer. M-KA videreførte den praksis man havde i KAK, nemlig at støtte befrielsesbevægelser i den tredje verden. En del af denne støtte blev foretaget med illegale midler – røverier. En undergruppe til gruppen blev senere kendt som Blekingegadegruppen. M-KA drev i tiden 1978-1982 forlaget Manifest, åbnede i 1988 Cafe Liberation og styrede projektet "Tøj Til Afrika".